# Miedwienka (obwód kurski)
Miedwienka (ros. Медвенка) – osiedle typu miejskiego w zachodniej Rosji, centrum administracyjne rejonu miedwieńskiego oraz osiedla miejskiego Miedwienka w obwodzie kurskim.

## Geografia
Miejscowość położona jest nad Miedwienką (zwaną także Miedwienskij Kołodieź) (lewy dopływ rzeki Połnaja w dorzeczu Sejmu), 33 km na południe od Kurska, przy drodze magistralnej (federalnego znaczenia) M2 «Krym».
W osiedlu znajdują się ulice: 1. Maja, Bieriozowaja, Czepcowa, pierieułok F. Engielsa, Gagarina, pierieułok Gazowyj, Jużnaja, Kirowa, Kołchoznaja, Komsomolskaja, pierieułok Koopieratiwnyj, Iwana Kożeduba, pierieułok Kutuzowa, K. Marksa, pierieułok Lenina, Lenina, M. Gorkogo, Magistralnaja, Marata, Mołodiożnaja, pierieułok Nachimowa, Parkowaja, Piewniewa, Płoszczadź Gierojew, Polewaja, Polewaja 2-ja, Pocztowaja, Proletarskaja, Promyszlennaja, Promyszlennaja 2-ja, pierieułok Promyszlennyj, Radużnaja, Sadowaja, Sołniecznaja, Sowietskaja, Sowchoznaja, pierieułok Suworowa, pierieułok Szkolnyj, Uspienskaja, pierieułok Watutina, Konstantina Worobjowa, pierieułok Zawodskoj i Zielonaja (1464 posesje).
Klimat
Miejscowość, jak i cały rejon, znajduje się w strefie klimatu kontynentalnego z łagodnym ciepłym latem i równomiernie rozłożonymi opadami rocznymi (Dfb w klasyfikacji klimatów Köppena).
|                            | Sty  | Lut  | Mar  | Kwi | Maj  | Cze  | Lip  | Sie  | Wrz  | Paź  | Lis  | Gru  |
| -------------------------- | ---- | ---- | ---- | --- | ---- | ---- | ---- | ---- | ---- | ---- | ---- | ---- |
| Najwyższe temperatury (°C) | -4,1 | -3   | 2,9  | 13  | 19,4 | 22,6 | 25,3 | 24,6 | 18,2 | 10,6 | 3,4  | -1,2 |
| Najniższe temperatury (°C) | -8,7 | -8,8 | -4,8 | 2,7 | 9    | 13   | 15,8 | 14,9 | 9,7  | 3,9  | -1,1 | -5,3 |
| Opady (mm)                 | 51   | 44   | 47   | 49  | 62   | 69   | 73   | 55   | 57   | 57   | 46   | 49   |
| Ilość dni z opadami        | 8    | 8    | 8    | 7   | 8    | 8    | 9    | 6    | 6    | 7    | 7    | 8    |

## Demografia
W 2021 r. osiedle zamieszkiwało 4191 osób.